# Qotbabad
Qotbābād (farsi قطب‌آباد) è una città dello shahrestān di Jahrom, circoscrizione di Kordian, nella provincia di Fars. Aveva, nel 2006, una popolazione di 6.450 abitanti. 